# Гурбанов, Галиб Ислам оглы
Галиб Ислам оглы Гурбанов (азерб. Qalib Islam oğlu Qurbanov,, род. 1945) — советский, азербайджанский политик, предприниматель.

## Биография
В 1963 году окончил среднюю школу № 2 в г. Загатала и в том же году поступил на энергетический факультет Института нефти и химии, который окончил в 1969 году и получил квалификацию инженера-электромеханика.
Трудовую деятельность начал в 1965 году рабочим в СМУ-3 треста «Азморнефтестрой». Затем работал на различных инженерно-технических должностях в ВННИ «ВОДГЕО», Институте Химии Присадок АН Азербайджанской Республики, на Азербайджанской железной дороге, ПМК Минмясомолпрома Республики.
В 1971—1972 годах проходил службу в рядах Советской Армии.
С 1972 по 1979 год работал в Государственной инспекции энергетического надзора «Госэнергонадзор» «Азглавэнерго» инженером-инспектором, руководителем группы, зам. начальника инспекции.
В 1979 году перешел на работу в аппарат ЦК Компартии Азербайджана инструктором промышленно-транспортного отдела, затем был инструктором, зам. заведующего отдела Машиностроения ЦК. Курировал отрасли энергетики, связи, радио-электронной промышленности.
В 1988 был году избран Вторым секретарем Евлахского Горкома Компартии Азербайджана. В 1990 году избран Первым секретарем Загатальского райкома Компартии Азербайджана затем был Председателем Райсовета народных депутатов, первым Главой Исполнительной Власти Загатальского района.
В 1990-м году на XXXII-ом съезде Компартии Азербайджана избран членом Центрального Комитета КП Азербайджана.
В 1990 году избран Народным депутатом Азербайджана, с 1992 по 1995 год членом Национального собрания Азербайджана (Милли Меджлис) Верховного Совета Азербайджана. Был заместителем председателя Комиссии по экономики Парламента Республики.
В последующие годы занимался предпринимательской деятельность, с 1997 года один из учредителей, Генеральный директор созданного с участим Министерства Связи Республики компании ООО «Azerin», которая является одним из первых интернет-сервис провайдеров Республики.
С 2002 года Председатель Интернет Сообщества Республики.
С 2013 года член наблюдательного совета Государственного Фонда развития информационных технологий.
С 2015 года член экспертного совета Парка Высоких технологий при Министерстве транспорта, связи и высоких технологий Азербайджана.
В июле 2021 года избран членом, заместителем Председателя "Общественного Совета" при Министерстве транспорта, связи и высоких технологий Азербайджанской Республики.
Ордена, медали, премии
21 апреля 1995 года награждён Почетной грамотой Верховного Совета Азербайджанской Республики.
06 декабря 2021 года, распоряжением Президента Азербайджанской Республики Ильхама Алиева o награждении работников сферы связи и информационных технологий Азербайджанской Республики, награждён медалью «Терегги» («Прогресс»).
Личная жизнь
Женат, имеет двоих детей и троих внуков.

## Публикации
- Журнал «Информационное общество» № 4-5 2016 г., г. Москва: «ИКТ-инфраструктура в странах СНГ».
- Рекомендации по основным направлениям развития Информационного Обществa в Азербайджане. (2016 г.).
- «World Economic Forum: The Global Information Technology Report 2012»: «Big Ambitions in Rapidly Changing Word: Azerbaijan».